# Karl Engel (calciatore)
Karl Engel (Ibach, 24 novembre 1952) è un ex calciatore svizzero, di ruolo portiere.

## Palmarès

### Giocatore

#### Competizioni nazionali
- Campionato svizzero: 3

Servette: 1978-1979
Neuchatel Xamax: 1986-1987, 1987-1988
- Coppa Svizzera: 2

Servette: 1977-1978, 1978-1979
- Supercoppa di Svizzera: 2

Neuchatel Xamax: 1987, 1988
- Coppa di Lega svizzera: 2

Servette: 1976-1977, 1978-1979

#### Competizioni internazionali
- Coppa delle Alpi: 2

Svizzera: 1976, 1978

### Allenatore
- Coppa Svizzera: 1

Lugano: 1992-1993